# پوتسویل (پنسیلوانیا)
پوتسویل (به انگلیسی: Pottsville) شهری در ایالت پنسیلوانیا کشور ایالات متحده آمریکا است که جمعیت آن در سرشماری سال ۲۰۱۰ میلادی، ۱۴٬۳۲۴ نفر بوده‌است.